# Marina del Rey
Pour les articles homonymes, voir Marina.
Marina del Rey est une zone non incorporée du comté de Los Angeles en Californie (États-Unis). 
Presque totalement enclavée dans la ville de Los Angeles, seul un chenal situé au sud-ouest de son territoire permet aux nombreuses marinas qui la composent d'être reliées à l'océan Pacifique.

## Personnalités
- L'actrice Goldie Colwell (1899-1982) est morte à Marina del Rey.
- Dennis Wilson, le batteur du groupe des Beach Boys, se noie à Marina del Rey en 1983.
- Le compositeur Leo Klatzkin (1914-1992) est mort à Marina del Rey.
- L'acteur Gordon Mitchell (1923-2003) est mort à Marina del Rey de cause naturelle.
- L'acteur Tommy Rettig (1941-1996) est mort à Marina del Rey.
- Tom Lister, Jr. (1958-2020), catcheur et acteur américain est mort à Marina del Rey.
- Andie MacDowell y réside depuis 1993.
- Tony Todd meurt le 6 novembre 2024 à Marina del Rey à l'âge de 69 ans.